# Selección de fútbol sub-23 de Rumania
La selección de fútbol sub-23 de Rumania, o selección olímpica, es el representativo del país en las competencias oficiales de fútbol de su categoría. Su organización está a cargo de la Federación Rumana de Fútbol, la cual es miembro de la UEFA. Es la categoría encargada de defender a Rumania en los Juegos Olímpicos.
Registra cuatro participaciones en los Juegos Olímpicos como selección sub-23.

## Participación en Juegos Olímpicos
En la historia de la selección rumana ha llegado en total cuatro veces a la fase final de los Juegos Olímpicos.

## Últimos partidos y próximos encuentros
|  | N.º | Fecha               | Escenario               | Lugar      | Local      | Resultado | Visitante | Competición     |
|  | --- | ------------------- | ----------------------- | ---------- | ---------- | --------- | --------- | --------------- |
|  | 1   | 18 de junio de 2019 | Stadio Olímpico         | Serravalle | Rumania    | 4:1       | Croacia   | Eurocopa Sub-21 |
|  | 2   | 21 de junio de 2019 | Stadio Dino Manuzzi     | Cesena     | Inglaterra | 2:4       | Rumania   | Eurocopa Sub-21 |
|  | 3   | 24 de junio de 2019 | Stadio Dino Manuzzi     | Cesena     | Francia    | 0:0       | Rumania   | Eurocopa Sub-21 |
|  | 4   | 27 de junio de 2019 | Estadio Renato Dall'Ara | Bolonia    | Alemania   | 4:2       | Rumania   | Eurocopa Sub-21 |

## Jugadores

### Última convocatoria
| No. | Pos. | Jugador            | Fecha de nacimiento (edad)         | Apa. | Goles | Club               |
| --- | ---- | ------------------ | ---------------------------------- | ---- | ----- | ------------------ |
| 1   | POR  | Andrei Radu        | 28 de mayo de 1997 (27 años)       | 14   | 0     | Internazionale     |
| 23  | POR  | Andrei Vlad        | 15 de abril de 1999 (25 años)      | 0    | 0     | FCSB               |
|     |      |                    |                                    |      |       |                    |
| 6   | DEF  | Cristian Manea     | 9 de agosto de 1997 (27 años)      | 17   | 0     | CFR Cluj           |
| 4   | DEF  | Alex Pașcanu       | 28 de septiembre de 1998 (26 años) | 14   | 0     | Ponferradina       |
| 2   | DEF  | Radu Boboc         | 24 de abril de 1999 (25 años)      | 4    | 0     | Viitorul Constanța |
| 15  | DEF  | Virgil Ghiță       | 4 de junio de 1998 (26 años)       | 2    | 0     | Viitorul Constanța |
| 13  | DEF  | Ricardo Grigore    | 7 de abril de 1999 (25 años)       | 0    | 0     | Dinamo București   |
|     |      |                    |                                    |      |       |                    |
| 16  | MED  | Dragoș Nedelcu     | 16 de febrero de 1997 (28 años)    | 22   | 0     | FCSB               |
| 10  | MED  | Ianis Hagi         | 22 de octubre de 1998 (26 años)    | 12   | 4     | Rangers            |
| 7   | MED  | Florinel Coman     | 10 de abril de 1998 (26 años)      | 12   | 3     | FCSB               |
| 17  | MED  | Alexandru Cicâldău | 8 de julio de 1997 (27 años)       | 11   | 2     | U Craiova          |
| 8   | MED  | Dennis Man         | 26 de agosto de 1998 (26 años)     | 10   | 3     | Parma              |
| 20  | MED  | Andrei Ciobanu     | 18 de enero de 1998 (27 años)      | 6    | 0     | Viitorul Constanța |
| 21  | MED  | Tudor Băluță       | 27 de marzo de 1999 (25 años)      | 2    | 1     | Dinamo Kiev        |
| 22  | MED  | Darius Olaru       | 3 de marzo de 1998 (27 años)       | 2    | 0     | FCSB               |
| 14  | MED  | Vlad Dragomir      | 24 de abril de 1999 (25 años)      | 2    | 0     | Virtus Entella     |
|     |      |                    |                                    |      |       |                    |
| 19  | DEL  | Andrei Ivan        | 4 de enero de 1997 (28 años)       | 9    | 1     | U Craiova          |
| 11  | DEL  | Adrian Petre       | 11 de febrero de 1998 (27 años)    | 5    | 3     | UTA Arad           |

## Estadísticas

### Juegos Olímpicos
| Edición             | Ronda                                                     | Posición                                                  | PJ                                                        | PG                                                        | PE                                                        | PP                                                        | GF                                                        | GC                                                        | Dif                                                       | Selección                                                 |
| ------------------- | --------------------------------------------------------- | --------------------------------------------------------- | --------------------------------------------------------- | --------------------------------------------------------- | --------------------------------------------------------- | --------------------------------------------------------- | --------------------------------------------------------- | --------------------------------------------------------- | --------------------------------------------------------- | --------------------------------------------------------- |
| Atenas 1896         | No hubo competición de fútbol                             | No hubo competición de fútbol                             | No hubo competición de fútbol                             | No hubo competición de fútbol                             | No hubo competición de fútbol                             | No hubo competición de fútbol                             | No hubo competición de fútbol                             | No hubo competición de fútbol                             | No hubo competición de fútbol                             | No hubo competición de fútbol                             |
| París 1900          | En 1900 y 1904 los Juegos Olímpicos los disputaron clubes | En 1900 y 1904 los Juegos Olímpicos los disputaron clubes | En 1900 y 1904 los Juegos Olímpicos los disputaron clubes | En 1900 y 1904 los Juegos Olímpicos los disputaron clubes | En 1900 y 1904 los Juegos Olímpicos los disputaron clubes | En 1900 y 1904 los Juegos Olímpicos los disputaron clubes | En 1900 y 1904 los Juegos Olímpicos los disputaron clubes | En 1900 y 1904 los Juegos Olímpicos los disputaron clubes | En 1900 y 1904 los Juegos Olímpicos los disputaron clubes | En 1900 y 1904 los Juegos Olímpicos los disputaron clubes |
| St. Louis 1904      | En 1900 y 1904 los Juegos Olímpicos los disputaron clubes | En 1900 y 1904 los Juegos Olímpicos los disputaron clubes | En 1900 y 1904 los Juegos Olímpicos los disputaron clubes | En 1900 y 1904 los Juegos Olímpicos los disputaron clubes | En 1900 y 1904 los Juegos Olímpicos los disputaron clubes | En 1900 y 1904 los Juegos Olímpicos los disputaron clubes | En 1900 y 1904 los Juegos Olímpicos los disputaron clubes | En 1900 y 1904 los Juegos Olímpicos los disputaron clubes | En 1900 y 1904 los Juegos Olímpicos los disputaron clubes | En 1900 y 1904 los Juegos Olímpicos los disputaron clubes |
| Londres 1908        | No clasificó                                              | No clasificó                                              | No clasificó                                              | No clasificó                                              | No clasificó                                              | No clasificó                                              | No clasificó                                              | No clasificó                                              | No clasificó                                              | No clasificó                                              |
| Estocolmo 1912      | No clasificó                                              | No clasificó                                              | No clasificó                                              | No clasificó                                              | No clasificó                                              | No clasificó                                              | No clasificó                                              | No clasificó                                              | No clasificó                                              | No clasificó                                              |
| Amberes 1920        | No clasificó                                              | No clasificó                                              | No clasificó                                              | No clasificó                                              | No clasificó                                              | No clasificó                                              | No clasificó                                              | No clasificó                                              | No clasificó                                              | No clasificó                                              |
| París 1924          | Octavos de final                                          | 14.°                                                      | 1                                                         | 0                                                         | 0                                                         | 1                                                         | 0                                                         | 6                                                         | −6                                                        | Rumania                                                   |
| Ámsterdam 1928      | No clasificó                                              | No clasificó                                              | No clasificó                                              | No clasificó                                              | No clasificó                                              | No clasificó                                              | No clasificó                                              | No clasificó                                              | No clasificó                                              | No clasificó                                              |
| Los Ángeles 1932    | No hubo competición de fútbol                             | No hubo competición de fútbol                             | No hubo competición de fútbol                             | No hubo competición de fútbol                             | No hubo competición de fútbol                             | No hubo competición de fútbol                             | No hubo competición de fútbol                             | No hubo competición de fútbol                             | No hubo competición de fútbol                             | No hubo competición de fútbol                             |
| Berlín 1936         | No clasificó                                              | No clasificó                                              | No clasificó                                              | No clasificó                                              | No clasificó                                              | No clasificó                                              | No clasificó                                              | No clasificó                                              | No clasificó                                              | No clasificó                                              |
| Londres 1948        | No clasificó                                              | No clasificó                                              | No clasificó                                              | No clasificó                                              | No clasificó                                              | No clasificó                                              | No clasificó                                              | No clasificó                                              | No clasificó                                              | No clasificó                                              |
| Helsinki 1952       | Ronda preliminar                                          | -.°                                                       | 1                                                         | 0                                                         | 0                                                         | 1                                                         | 1                                                         | 2                                                         | −1                                                        | Rumania                                                   |
| Melbourne 1956      | No clasificó                                              | No clasificó                                              | No clasificó                                              | No clasificó                                              | No clasificó                                              | No clasificó                                              | No clasificó                                              | No clasificó                                              | No clasificó                                              | No clasificó                                              |
| Roma 1960           | No clasificó                                              | No clasificó                                              | No clasificó                                              | No clasificó                                              | No clasificó                                              | No clasificó                                              | No clasificó                                              | No clasificó                                              | No clasificó                                              | No clasificó                                              |
| Tokio 1964          | Quinto lugar                                              | 5.°                                                       | 6                                                         | 4                                                         | 1                                                         | 1                                                         | 12                                                        | 6                                                         | +6                                                        | Rumania                                                   |
| México 1968         | No clasificó                                              | No clasificó                                              | No clasificó                                              | No clasificó                                              | No clasificó                                              | No clasificó                                              | No clasificó                                              | No clasificó                                              | No clasificó                                              | No clasificó                                              |
| Múnich 1972         | No clasificó                                              | No clasificó                                              | No clasificó                                              | No clasificó                                              | No clasificó                                              | No clasificó                                              | No clasificó                                              | No clasificó                                              | No clasificó                                              | No clasificó                                              |
| Montreal 1976       | No clasificó                                              | No clasificó                                              | No clasificó                                              | No clasificó                                              | No clasificó                                              | No clasificó                                              | No clasificó                                              | No clasificó                                              | No clasificó                                              | No clasificó                                              |
| Moscú 1980          | No clasificó                                              | No clasificó                                              | No clasificó                                              | No clasificó                                              | No clasificó                                              | No clasificó                                              | No clasificó                                              | No clasificó                                              | No clasificó                                              | No clasificó                                              |
| Los Ángeles 1984    | No clasificó                                              | No clasificó                                              | No clasificó                                              | No clasificó                                              | No clasificó                                              | No clasificó                                              | No clasificó                                              | No clasificó                                              | No clasificó                                              | No clasificó                                              |
| Seúl 1988           | No clasificó                                              | No clasificó                                              | No clasificó                                              | No clasificó                                              | No clasificó                                              | No clasificó                                              | No clasificó                                              | No clasificó                                              | No clasificó                                              | No clasificó                                              |
| Barcelona 1992      | No clasificó                                              | No clasificó                                              | No clasificó                                              | No clasificó                                              | No clasificó                                              | No clasificó                                              | No clasificó                                              | No clasificó                                              | No clasificó                                              | No clasificó                                              |
| Atlanta 1996        | No clasificó                                              | No clasificó                                              | No clasificó                                              | No clasificó                                              | No clasificó                                              | No clasificó                                              | No clasificó                                              | No clasificó                                              | No clasificó                                              | No clasificó                                              |
| Sídney 2000         | No clasificó                                              | No clasificó                                              | No clasificó                                              | No clasificó                                              | No clasificó                                              | No clasificó                                              | No clasificó                                              | No clasificó                                              | No clasificó                                              | No clasificó                                              |
| Atenas 2004         | No clasificó                                              | No clasificó                                              | No clasificó                                              | No clasificó                                              | No clasificó                                              | No clasificó                                              | No clasificó                                              | No clasificó                                              | No clasificó                                              | No clasificó                                              |
| Pekín 2008          | No clasificó                                              | No clasificó                                              | No clasificó                                              | No clasificó                                              | No clasificó                                              | No clasificó                                              | No clasificó                                              | No clasificó                                              | No clasificó                                              | No clasificó                                              |
| Londres 2012        | No clasificó                                              | No clasificó                                              | No clasificó                                              | No clasificó                                              | No clasificó                                              | No clasificó                                              | No clasificó                                              | No clasificó                                              | No clasificó                                              | No clasificó                                              |
| Río de Janeiro 2016 | No clasificó                                              | No clasificó                                              | No clasificó                                              | No clasificó                                              | No clasificó                                              | No clasificó                                              | No clasificó                                              | No clasificó                                              | No clasificó                                              | No clasificó                                              |
| Tokio 2020          | Ronda preliminar                                          | 11.°                                                      | 3                                                         | 1                                                         | 1                                                         | 1                                                         | 1                                                         | 4                                                         | -3                                                        | Rumania                                                   |
| Total               | 4/25                                                      |                                                           | 8                                                         | 4                                                         | 1                                                         | 3                                                         | 13                                                        | 14                                                        | −1                                                        | Sub-23                                                    |

### Eurocopa Sub-21
| Año                  | Fase             | Posición        | PJ              | PG              | PE              | PP              | GF              | GC              |
| -------------------- | ---------------- | --------------- | --------------- | --------------- | --------------- | --------------- | --------------- | --------------- |
| Sin sede 1978        | No se clasificó  | No se clasificó | No se clasificó | No se clasificó | No se clasificó | No se clasificó | No se clasificó | No se clasificó |
| Sin sede 1980        | No se clasificó  | No se clasificó | No se clasificó | No se clasificó | No se clasificó | No se clasificó | No se clasificó | No se clasificó |
| Sin sede 1982        | No se clasificó  | No se clasificó | No se clasificó | No se clasificó | No se clasificó | No se clasificó | No se clasificó | No se clasificó |
| Sin sede 1984        | No se clasificó  | No se clasificó | No se clasificó | No se clasificó | No se clasificó | No se clasificó | No se clasificó | No se clasificó |
| Sin sede 1986        | No se clasificó  | No se clasificó | No se clasificó | No se clasificó | No se clasificó | No se clasificó | No se clasificó | No se clasificó |
| Sin sede 1988        | No se clasificó  | No se clasificó | No se clasificó | No se clasificó | No se clasificó | No se clasificó | No se clasificó | No se clasificó |
| Sin sede 1990        | No se clasificó  | No se clasificó | No se clasificó | No se clasificó | No se clasificó | No se clasificó | No se clasificó | No se clasificó |
| Sin sede 1992        | No se clasificó  | No se clasificó | No se clasificó | No se clasificó | No se clasificó | No se clasificó | No se clasificó | No se clasificó |
| Francia 1994         | No se clasificó  | No se clasificó | No se clasificó | No se clasificó | No se clasificó | No se clasificó | No se clasificó | No se clasificó |
| España 1996          | No se clasificó  | No se clasificó | No se clasificó | No se clasificó | No se clasificó | No se clasificó | No se clasificó | No se clasificó |
| Rumanía 1998         | Cuartos de final | 8.°             | 3               | 0               | 0               | 3               | 2               | 5               |
| Eslovaquia 2000      | No se clasificó  | No se clasificó | No se clasificó | No se clasificó | No se clasificó | No se clasificó | No se clasificó | No se clasificó |
| Suiza 2002           | No se clasificó  | No se clasificó | No se clasificó | No se clasificó | No se clasificó | No se clasificó | No se clasificó | No se clasificó |
| Alemania 2004        | No se clasificó  | No se clasificó | No se clasificó | No se clasificó | No se clasificó | No se clasificó | No se clasificó | No se clasificó |
| Portugal 2006        | No se clasificó  | No se clasificó | No se clasificó | No se clasificó | No se clasificó | No se clasificó | No se clasificó | No se clasificó |
| Países Bajos 2007    | No se clasificó  | No se clasificó | No se clasificó | No se clasificó | No se clasificó | No se clasificó | No se clasificó | No se clasificó |
| Suecia 2009          | No se clasificó  | No se clasificó | No se clasificó | No se clasificó | No se clasificó | No se clasificó | No se clasificó | No se clasificó |
| Dinamarca 2011       | No se clasificó  | No se clasificó | No se clasificó | No se clasificó | No se clasificó | No se clasificó | No se clasificó | No se clasificó |
| Israel 2013          | No se clasificó  | No se clasificó | No se clasificó | No se clasificó | No se clasificó | No se clasificó | No se clasificó | No se clasificó |
| República Checa 2015 | No se clasificó  | No se clasificó | No se clasificó | No se clasificó | No se clasificó | No se clasificó | No se clasificó | No se clasificó |
| Polonia 2017         | No se clasificó  | No se clasificó | No se clasificó | No se clasificó | No se clasificó | No se clasificó | No se clasificó | No se clasificó |
| Italia 2019          | Semifinales      | 3.°             | 4               | 2               | 1               | 1               | 10              | 7               |
| Total                | 2/22             |                 | 7               | 2               | 1               | 4               | 12              | 12              |

## Palmarés

### Torneos oficiales
| Competición | Campeón | Subcampeón | Tercer lugar | Cuarto lugar | Quinto lugar |
| ----------- | ------- | ---------- | ------------ | ------------ | ------------ |
| Olímpicos   |         |            |              |              | 1 (1964)     |
| Eurocopa    |         |            | 1 (2019)     |              |              |